# Dombra

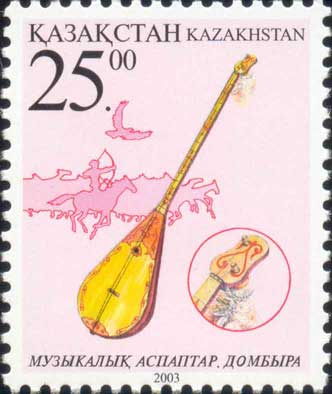
Dombra på ett kazakiskt frimärke.

Dombra eller Dambura är ett centralasiatiskt stränginstrument med två strängar som är en typ av luta. Den används av bland annat kazaker, kirgiser, afghaner, tatarer, uzbeker och basjkirer.
Dambura tillverkas av trä och finns i flera varianter. Strängarna, som tidigare gjordes av tarmar från får eller get, är numera av fiskelina.